# Le Val
Le Val é uma comuna francesa na região administrativa da Provença-Alpes-Costa Azul, no departamento de Var. Estende-se por uma área de 39,34 km². Em 2010 a comuna tinha 4 388 habitantes (densidade: 111,5 hab./km²).